# ساتوشی تسونامی
ساتوشی تسونامی (به انگلیسی: Satoshi Tsunami) بازیکن فوتبال اهل ژاپن و عضو تیم ملی فوتبال ژاپن است که در تاریخ ۲۲ دسامبر ۱۹۸۰ میلادی اولین بازی ملی‌اش را انجام داد. او در ۷۸ بازی ملی حضور داشت و آخرین بازی ملی خود را در تاریخ ۲۱ فوریه ۱۹۹۵ میلادی انجام داد. ساتوشی تسونامی در بازی‌های ملی‌اش
۲ گل به ثمر رساند.